# 레이싱 포인트 F1 팀
레이싱 포인트 F1 팀 (공식적으로 BWT 레이싱 포인트 F1 팀으로 쓰고 보통 줄여서 레이싱 포인트라 부른다.)은 영국의 모터 레이싱 팀이었으며 동시에 컨스트럭터였다. 영국의 실버스톤에 본부를 두었으며 영국의 경주 라이센스를 가지고 경주에 참가했었다.
레이싱 포인트는 레이싱 포인트 UK가 2018년 시즌 도중에 포스 인디아를 인수하면서 남은 2018년 시즌을 치르기 위해 만든 레이싱 포인트 포스 인디아의 이름을 2019년 시즌을 앞둔 2019년 2월에 바꾼것이다.

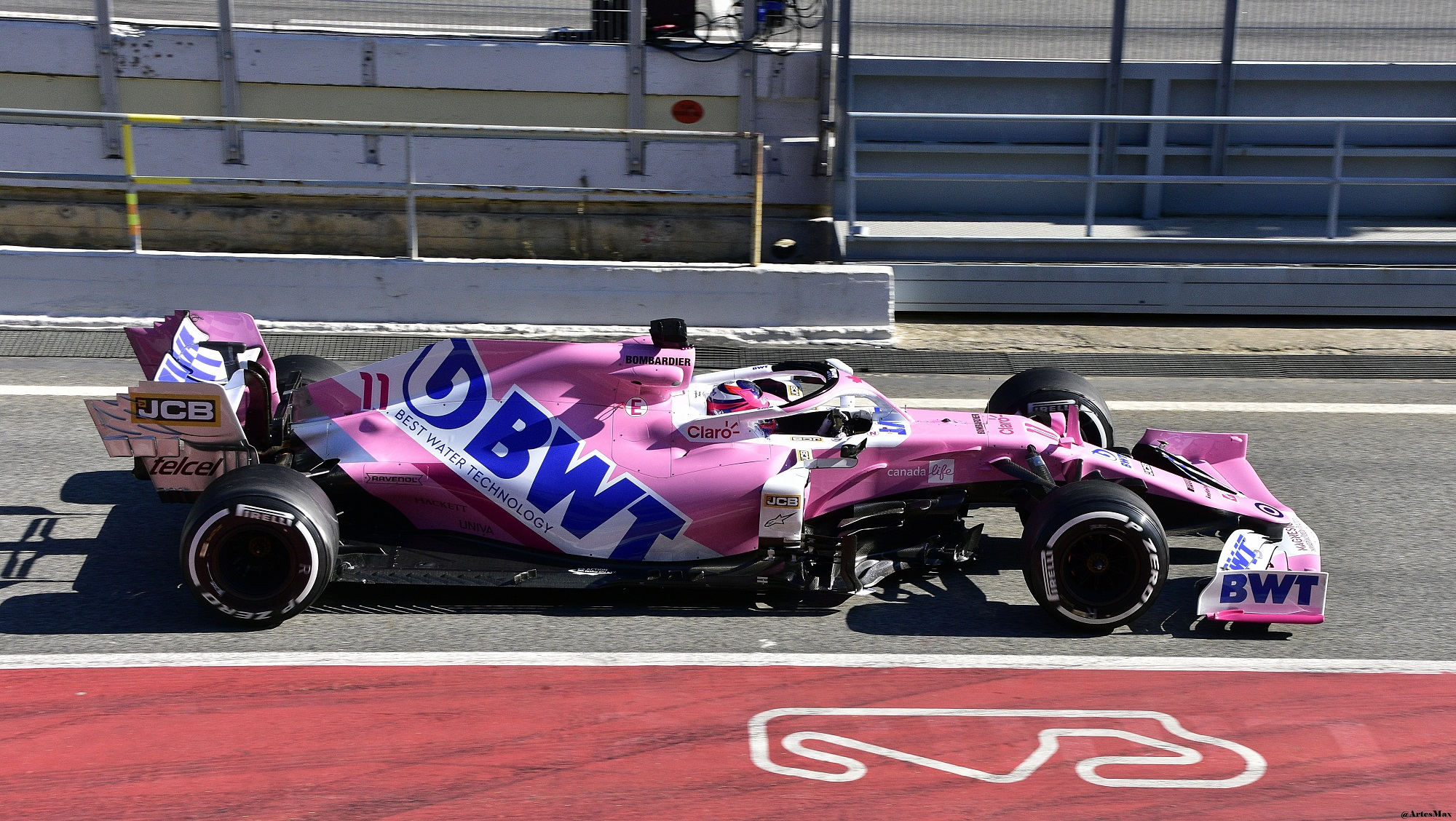
2020년 시즌 RP20의 테스트 드라이브 모습

레이싱 포인트는 2019년 호주 그랑프리에서 처음 데뷔 경주를 치뤘으며 2020년 시즌은 세르히오 페레즈와 랜스 스트롤, 니코 휠켄베르크가 활동했고 테스트 드라이버는 스토펠 반두른과 에스테반 구티에레즈가 있었다. 머신에는 RP20 섀시와 메르세데스 M11 EQ 퍼포먼스 엔진을 사용했다.
2021년 시즌부터 애스턴 마틴 F1으로 브랜드가 변경되었다.